# The Still Life
《THE STILL LIFE》（中譯：堅如既往）是日本男歌手平井堅的第九張原創專輯，日本地區於2016年7月6日發行。

## 概述
- 相隔上一張原創專輯『JAPANESE SINGER』約五年多的第九張原創專輯。
- 收錄了2012年後發行的所有單曲「告白」、「特異獨行 feat. 安室奈美惠」、「非愛不可／相同的寂寞」、「唯有妳能鼓動的心跳」、「Plus One / TIME」、「獻給妳的魔法」，以及數位單曲「桔梗之丘」和已公開MV的新曲「ON AIR」。
- 全專輯14曲，收錄多達10首單曲，僅4首新歌。
- 發行初回限定盤及通常盤兩版本。

## 單曲銷量
- 告白：ORICON最高第5名。銷量約4.3萬張
- 特異獨行 feat. 安室奈美惠：ORICON最高第4名。銷量約5.1萬張
- 非愛不可／相同的寂寞：ORICON最高第13名。銷量約1.3萬張
- 唯有妳能鼓動的心跳：ORICON最高第18名。銷量約1.1萬張
- Plus One / TIME：ORICON最高第15名。銷量約1萬張（在榜中）
- 獻給妳的魔法：ORICON最高第15名。銷量約－萬張（在榜中）

## 收錄曲

### CD
1. Plus One
  - 作詞・作曲：平井堅／編曲：UTA (TINYVOICE PRODUCTION)
  - 朝日電視台連續劇「Good Partner 無敵律師」主題歌
2. 獻給妳的魔法
  - 作詞・作曲：平井堅／編曲：長岡亮介
  - Panasonic4K相機電視廣告曲
3. 告白
  - 作詞・作曲：平井堅／編曲：龜田誠治
  - 朝日電視台連續劇「W的悲劇」主題歌
4. 可愛的妖怪（暫譯）
  - 作詞：平井堅／作曲・編曲：URU
5. 桔梗之丘
  - 作詞・作曲：平井堅／編曲：大橋好規
  - MISAWA HOME創立45周年電視廣告曲
6. Missionary
  - 作詞・作曲：平井堅／編曲：富田惠一
  - TOYO TIRES電視廣告曲
7. 非愛不可
  - 作詞：平井堅／作曲：Divine Brown、Aileen De La Cruz、Adam Royce／編曲：A.BEATard
  - 日本電視台節目「今夜比一比」11月份主題曲
8. 驚異的凡才（暫譯）
  - 作詞・作曲：平井堅／編曲：田中直(SUPA LOVE)
9. 唯有妳能鼓動的心跳
  - 作詞・作曲：平井堅／編曲：龜田誠治
  - TBS電視台連續劇「拿破崙之村」主題歌
10. ON AIR
  - 作詞・作曲：平井堅／編曲：龜田誠治
  - FM三重開局30週年紀念歌曲
11. 相同的寂寞
  - 作詞：平井堅／作曲：松浦久晃、Olivia Burrell／編曲：松浦久晃
  - NHK電視台連續劇「告別自己」主題曲
12. 特異獨行 feat. 安室奈美惠
  - 作詞：平井堅／作曲：Matthew Tishler 、Daniel J.Plante／編曲：Daniel J.Plante
13. TIME
  - 作詞・作曲：平井堅／編曲：鷺巢詩郎
  - 伊勢志摩高峰會應援主題曲
14. 這樣就好（暫譯）
  - 作詞・作曲：平井堅／編曲：松任谷正隆

### DVD

#### 初回限定盤
『THE STUDIO LIVE』
1. 就是喜歡你
2. LIFE is... 生命之歌
3. POP STAR
4. 獻給妳的魔法

『THE MUSIC VIDEO』
1. 告白
2. 桔梗之丘
3. 特異獨行 feat. 安室奈美惠
4. 非愛不可
5. 唯有妳能鼓動的心跳
6. ON AIR
7. Plus One